# Constant Permeke

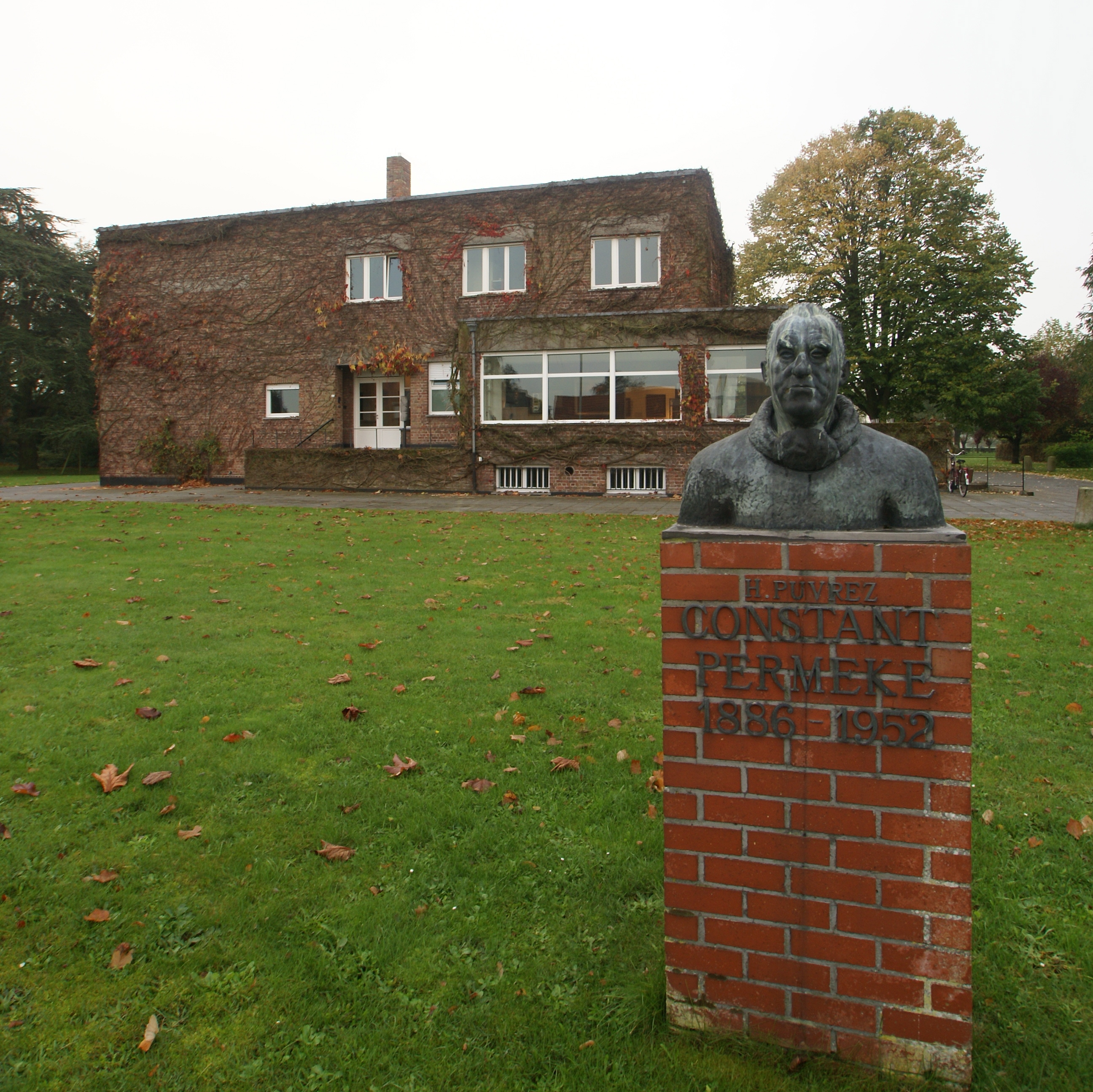
Busto de Constant Permeke na antiga casa do artista e atual Museu Constant Permeke

Constant Permeke (Antuérpia, 31 de Julho de 1886 — Oostende, 4 de Janeiro de 1952) foi um pintor e escultor belga que é considerado como a principal figura do expressionismo flamengo.

## Biografia
Permeke nasceu em Antuérpia, mas quando tinha apenas seis anos partiu com a família para Oostende, onde o seu pai começou a trabalhar como conservador do Museu Municipal de Artes daquela cidade. Permeke frequentou a escola em Bruges de 1903 a 1906, quando ele ingressou no exército belga. Permeke trabalhou na companhia da universidade quando esteve estabelecido em Sint-Martens-Latem. Quando o serviço militar terminou em 1908, Permeke regressou a Oostende onde partilhou o quarto com outro artista famoso, Gustave De Smet. Contudo , em 1908, ele voltou para Sint-Martens-Latem one viveu como recluso. O seu trabalho pictórico deste período foi assinalado pelo chamado pincel grosso. Em 1912, Permeke contraiu casamento com Marie Delaere e os noivos estabeleceram-se em Oostende. O seu trabalho pictórico nesta período ganhou a força expressiva através de tonalidade abafada e formas brutas.
Quando a I Guerra Mundial se iniciou, Permeke foi mobilizado e durante a defesa de Antuérpia ele ficou ferido em acção próximo da vila de Duffel. As feridas forçaram a sua evacuação para o Reino Unido onde foi internado no Hospital em South Hillwood. Depois de sair do hospital, ele reuniiu-se com a família em Folkestone, onde nasceu o seu filho John. Em 1916, partiu para Chardstock (condado de Devonshire) e reiniciou a sua actividade como pintor., pna sua maioria com paisagens inglesas muito coloridas. Depois do final da I Guerra Mundial, a família Permeke regressou a Oostende, em 1919. Em contraste ao período feliz que viveu em Inglaterra, a vida dura dos tbalhadores, desta forma Permeke irá representar nas telas a vida dura dos pescadores flamengos.
Em 1921, Permeke foi capaz de exibir o seu trabalho em Antuérpia e Paris, Entre 1922 e 1924, Permeke foi regularmente a Astene, com o obje(c)tivo de cooperar com Frits Van den Berghe. Em 1926, Permeke foi para Vevey (Suíça) onde ele principalmente pintava cenas de montanha. Em 1929, partiu para Jabbeke. Durante este período ele mudou a temática: em vez de pescadores e do mar ele agora volta-se para o camponês e para a sua terras. Surante esta fase, Permeke foi muito produtivo com trabalhos como "Goude Oogst" (1935), "De Grote Marine" (1935), "Moederschap" (1936), "Het Afscheid" (1948), "Dagelijks Brood" (1950). Em 1937, Permeke tentou também esculpir. Como escultor, Permeke tentou isolar a figura humana nos monumentais esforços. "De Zaaier" (1939), "Niobe" (1946) e "De Drie Gratiën (194)) são bons exemplos deste período.
Durante a II Guerra Mundial, Permeke foi proibido de pintar pelos ocupantes alemães e as suas obras foram vistas por eles como Entartete Kunst. A sua vida vida não corrria muito bem, porque o seu filho Paul foi preso e enviado para a Alemanha para trabalho forçados. Depois do final daesta guerra, Permeke foi nomeado dire(c)tor da Academia Real de Antuérpia, mas depois de um ano ele resignou a esse cargo. Entre 1947 e 1948, Permeke teve uma grande exposição retrospectiva da sua pintura em Paris, contudo a sua felicidade foi brevemente abalada pela morte da sua esposa em 1948, sepultada em Jabbeke. Emocionalmente cicatrizado e afligido, Permeke foi tratado pela sua filha. Durante este período da sua vida o seu trabalho amadureceu um pouco e pode-se notar isso num maior refinamento no desenho e cores. Os seus últimos trabalhos foram: "De dame met de rode handschoenen" (1955) e algumas paisagens na Bretanha. Depois do passeio na Bretanha em 1951, a sua saúde declinou no futuro e ficou o resto dos seus dias acamado.
Constant Permeke foi sepultado quatro dias após a sua morte, próximo da sua esposa, no cemitério de Jabbeke. Em 1997, a Bélgica reconheceu a importância da obra de Permeke e surgiram notas com a efígie dele nas notas de 1000 francos belgas (cerca de 25 euros) que foram usadas na Bélgica até ao surgimento do euro. Em 1998, teve lugar em Paris, uma importante retrospectiva da sua pintura na câmara municipal.
Na cidade de Jabbeke há a(c)tualmente um museu inteiramente dedicado a Constant Permeke.

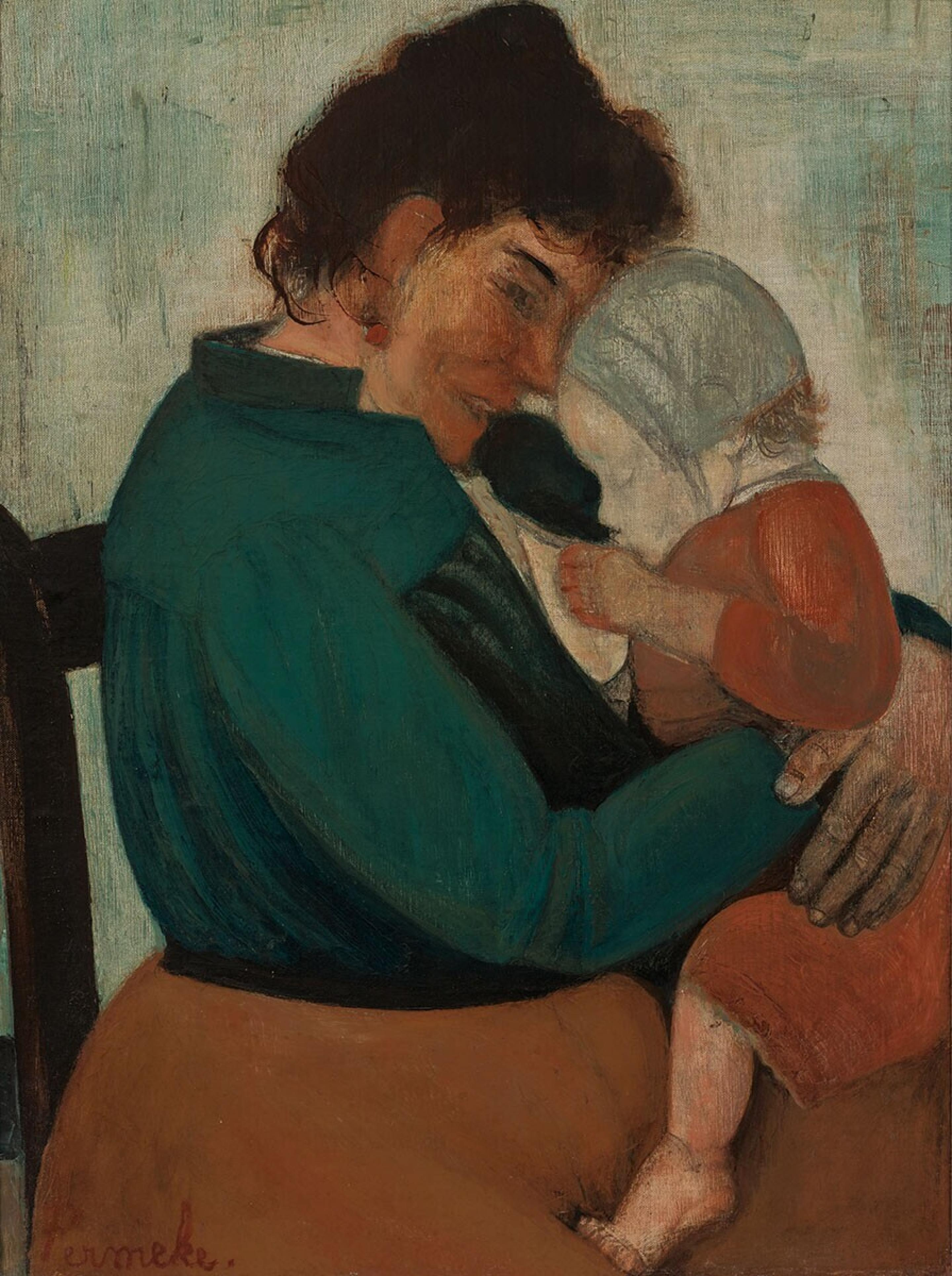
(1913)
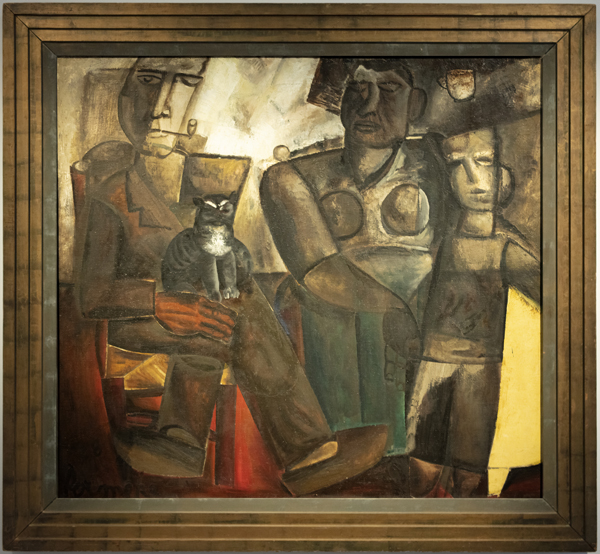
(1928)
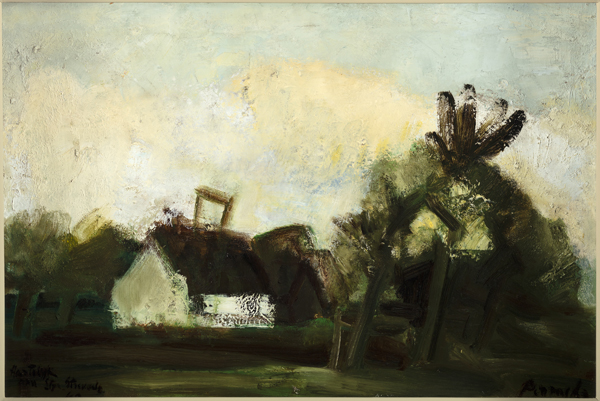
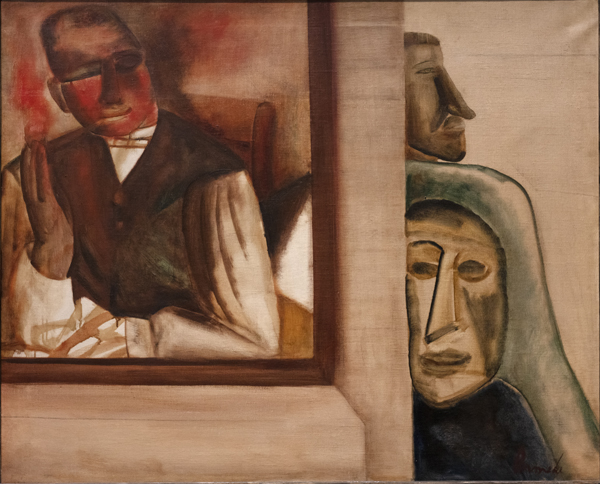
(c.1927)
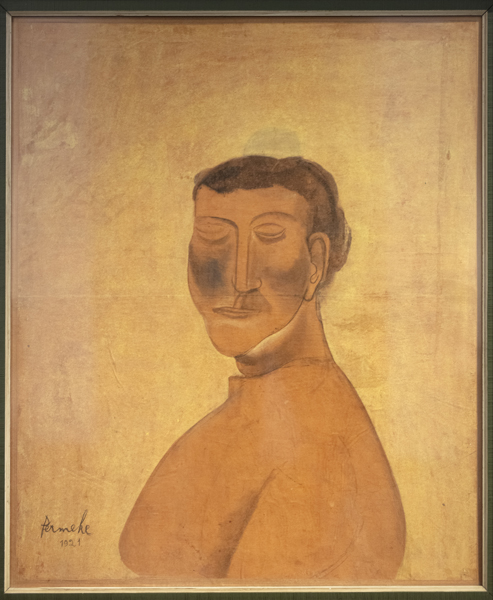
(1921)

## Principais obras
- La femme au panier, 1920 Antuérpia
- Les fiancés, 1923
- Paysage doré, Bruxelas
- La Roulotte, 1928 Bruxelas
- L'aurore,1942